# 公牛多彩海麒麟
公牛多彩海麒麟（學名：Hypselodoris bullocki），俗稱紫海牛、紫海兔或音譯作布拉克多彩海蛞蝓 ，高澤海麒麟屬的小型海蛞蝓，分布範圍廣布於東印度洋與熱帶西太平洋，遠達昆士蘭南方。體長約2至4公分，具有細緻的體色，外套膜緣呈白色環帶狀，裸鰓橘黃色，觸角紫紅色，腹足與體色相同，呈紫紅或乳白色。本種的外觀具有變異性，進行相關的初步調查時，常簡單的以「公牛組」（bullocki group）來稱呼與本種相關的這類品種或變異型。本種與 Hypselodoris apolegma 近似，不過，本種與H. apolegma 的不同之處在於套膜緣的白紋並無漸層的斑點狀擴散。
由於裸鰓海蛞蝓類大多數皆食性專一，而且人們對其食物大多不甚明瞭，食物來源也無法用人工飼料代替，因此難以在人工環境下長期飼養。公牛多彩海麒麟與 H. apolegma 的食物可能同為沉海綿科（Dysideidae）寬海綿屬（Euryspongia）的一種。
公牛多彩海麒麟的最初描述是由卡斯柏·科林伍德（Cuthbert Collingwood）於1881年發表，模式標本採自南中國海。娜塔莉·優瑙（Nathalie Yonow）根據解剖學研究，她認為本種與H. apolegma 實際為同一物種，故於2001年時將兩種的學名處理為異名，並合併至Risbecia apolegma 這個新描述的命名內，然而該研究並未正式發表。比爾·魯德曼（Bill Rudman）則是沿用原學名H. bullocki，也是目前較常引用的命名。本種亦有與H. apolegma 交配的紀錄，使得種間分類爭議更加複雜。

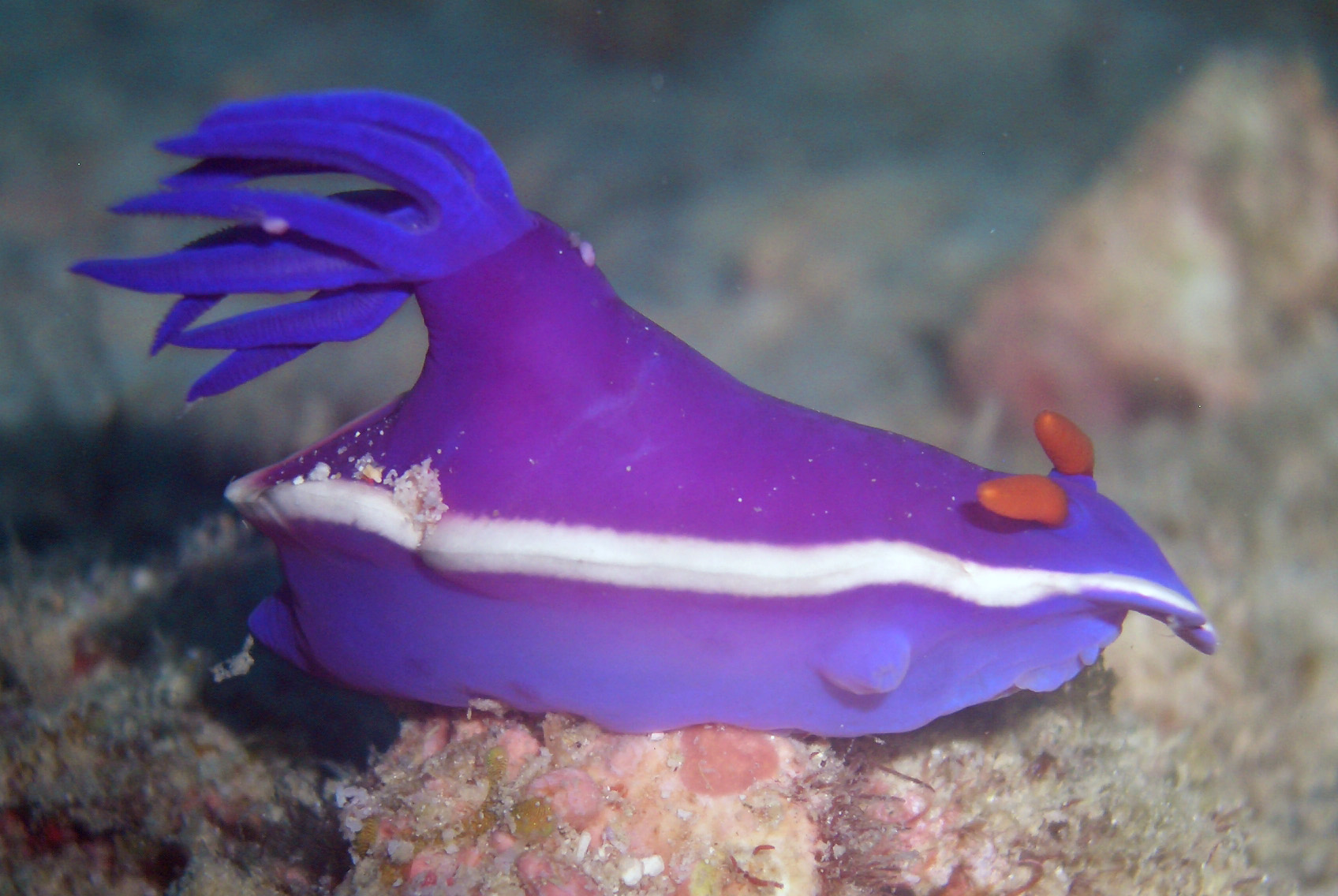
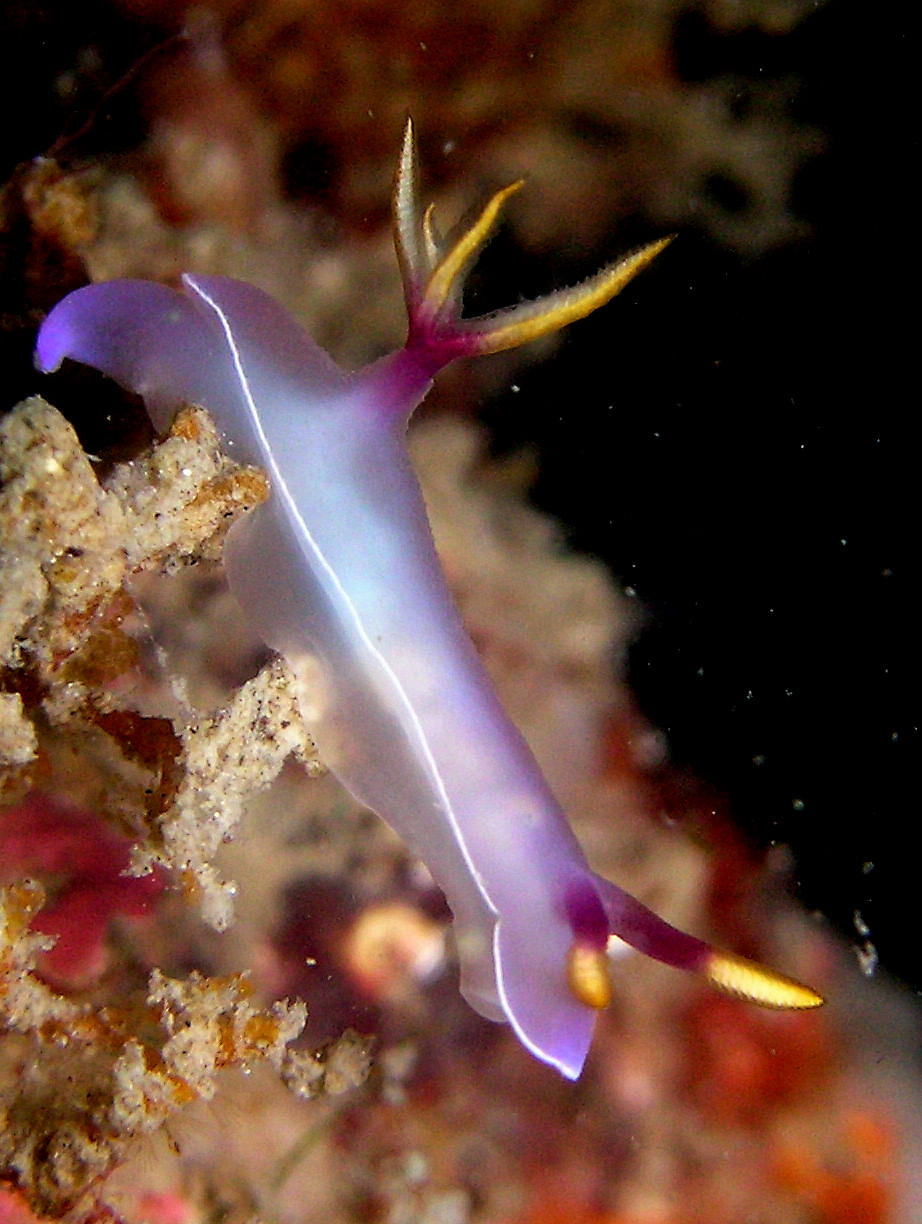
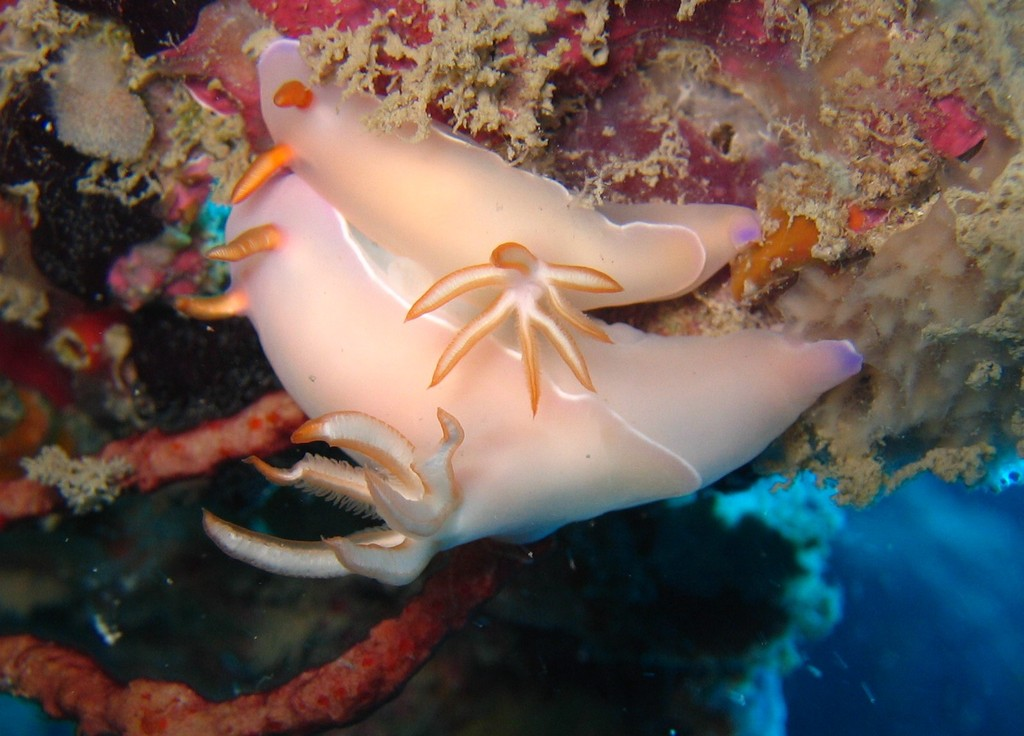
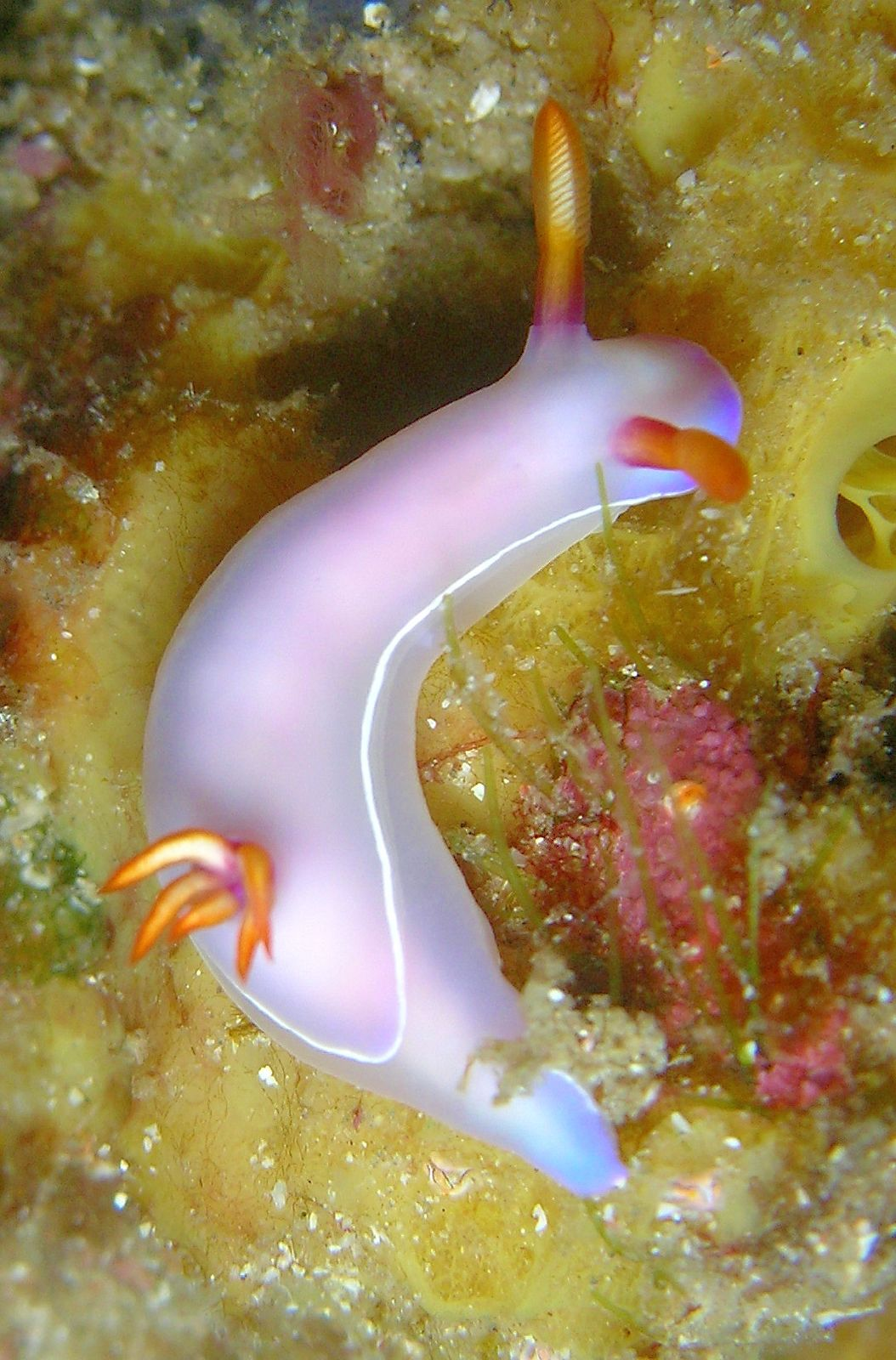